# Истошино
Истошино — село в Бердюжском районе Тюменской области России. Административный центр Истошинского сельского поселения.

## География
Село находится в юго-восточной части Тюменской области, в лесостепной зоне, на северном берегу озера Истошино и южном берегу озера Травное, на расстоянии примерно 16 км (по прямой) к северо-западу от села Бердюжье, административного центра района. Абсолютная высота — 128 м над уровнем моря.
Климат
Климат характеризуется как резко континентальный, с длительной морозной зимой и коротким тёплым летом. Средняя многолетняя температура самого холодного месяца (января) составляет −18,3 °С (абсолютный минимум — −47,1 °С), температура самого тёплого (июля) — 18 °С (абсолютный максимум — 38,9 °С). Безморозный период длится в течение 115—125 дней. Среднегодовое количество осадков — 305—315 мм. Снежный покров держится в среднем 160 дней.
Часовой пояс
Село Истошино, как и вся Тюменская область, находится в часовой зоне МСК+2. Смещение применяемого времени относительно UTC составляет +5:00.

## Население
| 2010 |
| ---- |
| 496  |

Половой состав
По данным Всероссийской переписи населения 2010 года, в гендерной структуре населения мужчины составляли 49,2 %, женщины — соответственно 50,8 %.
Национальный состав
Согласно результатам переписи 2002 года, в национальной структуре населения русские составляли 92 % из 605 чел.

## Известные уроженцы
- Алексеев, Григорий Федотович (1918—1957) — советский военнослужащий, старшина, Герой Советского Союза.